# Tomakomai, Hokkaidō
Tomakomai (苫小牧市 Tomakomai-shi) là thành phố thuộc tỉnh Hokkaidō, Nhật Bản. Tính đến ngày 1 tháng 10 năm 2020, dân số ước tính thành phố là 170.113 người và mật độ dân số là 300 người/km2. Tổng diện tích thành phố là 561,6 km2.

## Địa lý

### Khí hậu
| Dữ liệu khí hậu của Tomakomai           | Dữ liệu khí hậu của Tomakomai | Dữ liệu khí hậu của Tomakomai | Dữ liệu khí hậu của Tomakomai | Dữ liệu khí hậu của Tomakomai | Dữ liệu khí hậu của Tomakomai | Dữ liệu khí hậu của Tomakomai | Dữ liệu khí hậu của Tomakomai | Dữ liệu khí hậu của Tomakomai | Dữ liệu khí hậu của Tomakomai | Dữ liệu khí hậu của Tomakomai | Dữ liệu khí hậu của Tomakomai | Dữ liệu khí hậu của Tomakomai | Dữ liệu khí hậu của Tomakomai |
| Tháng                                   | 1                             | 2                             | 3                             | 4                             | 5                             | 6                             | 7                             | 8                             | 9                             | 10                            | 11                            | 12                            | Năm                           |
| --------------------------------------- | ----------------------------- | ----------------------------- | ----------------------------- | ----------------------------- | ----------------------------- | ----------------------------- | ----------------------------- | ----------------------------- | ----------------------------- | ----------------------------- | ----------------------------- | ----------------------------- | ----------------------------- |
| Cao kỉ lục °C (°F)                      | 10.0 (50.0)                   | 9.3 (48.7)                    | 15.5 (59.9)                   | 21.8 (71.2)                   | 27.3 (81.1)                   | 30.6 (87.1)                   | 33.3 (91.9)                   | 35.5 (95.9)                   | 29.5 (85.1)                   | 24.4 (75.9)                   | 19.1 (66.4)                   | 14.8 (58.6)                   | 35.5 (95.9)                   |
| Trung bình ngày tối đa °C (°F)          | 0.5 (32.9)                    | 0.9 (33.6)                    | 4.4 (39.9)                    | 9.6 (49.3)                    | 14.1 (57.4)                   | 17.3 (63.1)                   | 21.0 (69.8)                   | 23.4 (74.1)                   | 21.7 (71.1)                   | 16.2 (61.2)                   | 9.2 (48.6)                    | 2.8 (37.0)                    | 11.8 (53.2)                   |
| Trung bình ngày °C (°F)                 | −3.6 (25.5)                   | −3.2 (26.2)                   | 0.5 (32.9)                    | 5.3 (41.5)                    | 10.0 (50.0)                   | 14.0 (57.2)                   | 18.2 (64.8)                   | 20.4 (68.7)                   | 17.8 (64.0)                   | 11.5 (52.7)                   | 4.9 (40.8)                    | −1.2 (29.8)                   | 7.9 (46.2)                    |
| Tối thiểu trung bình ngày °C (°F)       | −8.1 (17.4)                   | −7.9 (17.8)                   | −3.7 (25.3)                   | 1.3 (34.3)                    | 6.6 (43.9)                    | 11.5 (52.7)                   | 16.1 (61.0)                   | 18.0 (64.4)                   | 13.8 (56.8)                   | 6.4 (43.5)                    | 0.2 (32.4)                    | −5.4 (22.3)                   | 4.1 (39.3)                    |
| Thấp kỉ lục °C (°F)                     | −21.3 (−6.3)                  | −20.9 (−5.6)                  | −19.8 (−3.6)                  | −9.8 (14.4)                   | −4.2 (24.4)                   | 1.8 (35.2)                    | 6.5 (43.7)                    | 9.2 (48.6)                    | 2.4 (36.3)                    | −5.1 (22.8)                   | −12.6 (9.3)                   | −20.4 (−4.7)                  | −21.3 (−6.3)                  |
| Lượng Giáng thủy trung bình mm (inches) | 38.7 (1.52)                   | 37.5 (1.48)                   | 53.5 (2.11)                   | 75.7 (2.98)                   | 130.8 (5.15)                  | 111.6 (4.39)                  | 163.5 (6.44)                  | 197.5 (7.78)                  | 174.9 (6.89)                  | 113.2 (4.46)                  | 85.7 (3.37)                   | 56.6 (2.23)                   | 1.239,2 (48.79)               |
| Lượng tuyết rơi trung bình cm (inches)  | 42 (17)                       | 42 (17)                       | 26 (10)                       | 2 (0.8)                       | 0 (0)                         | 0 (0)                         | 0 (0)                         | 0 (0)                         | 0 (0)                         | 0 (0)                         | 4 (1.6)                       | 29 (11)                       | 145 (57)                      |
| Số ngày mưa trung bình                  | 7.3                           | 7.6                           | 8.9                           | 8.9                           | 9.9                           | 8.7                           | 11.1                          | 11.8                          | 10.4                          | 9.7                           | 9.3                           | 8.1                           | 111.7                         |
| Số ngày tuyết rơi trung bình            | 10.6                          | 10.9                          | 7.4                           | 0.7                           | 0                             | 0                             | 0                             | 0                             | 0                             | 0                             | 0.9                           | 6.6                           | 37.1                          |
| Độ ẩm tương đối trung bình (%)          | 70                            | 70                            | 71                            | 74                            | 79                            | 86                            | 88                            | 86                            | 80                            | 74                            | 71                            | 70                            | 77                            |
| Số giờ nắng trung bình tháng            | 142.0                         | 144.7                         | 165.6                         | 173.5                         | 171.9                         | 119.7                         | 108.1                         | 122.2                         | 153.1                         | 156.0                         | 127.1                         | 127.6                         | 1.711,5                       |
| Nguồn 1: Cục Khí tượng Nhật Bản         |                               |                               |                               |                               |                               |                               |                               |                               |                               |                               |                               |                               |                               |
| Nguồn 2: Cục Khí tượng Nhật Bản         |                               |                               |                               |                               |                               |                               |                               |                               |                               |                               |                               |                               |                               |